# Mac Wiseman
Pour les articles homonymes, voir Wiseman.
Malcolm Bell Wiseman, dit Mac Wiseman, né le 23 mai 1925 à Crimora en Virginie et mort le 24 février 2019 à Antioch dans le Tennessee, est un musicien, chanteur et guitariste américain de bluegrass. Il est connu sous le surnom The Voice with a Heart. C'est l'une des figures les plus influentes de ce genre musical.

## Biographie
Mac Wiseman commence sa carrière musicale comme contrebassiste auprès de la chanteuse Molly O'Day. Il rejoint ensuite les Foggy Mountain Boys en tant que guitariste lorsque Flatt et Scruggs créent le groupe à la fin des années 1940 ; puis il devient membre des Blue Grass Boys, le groupe fondateur de Bill Monroe. Il entame par la suite une carrière solo couronnée de succès.